# Camponotus vagus
Camponotus vagus este o specie de Camponotus⁠(d) mare, neagră, din Palearctica, cu o arie de răspândire largă care include mare parte din Europa, o mare parte din Asia și o parte din Africa.

## Descriere

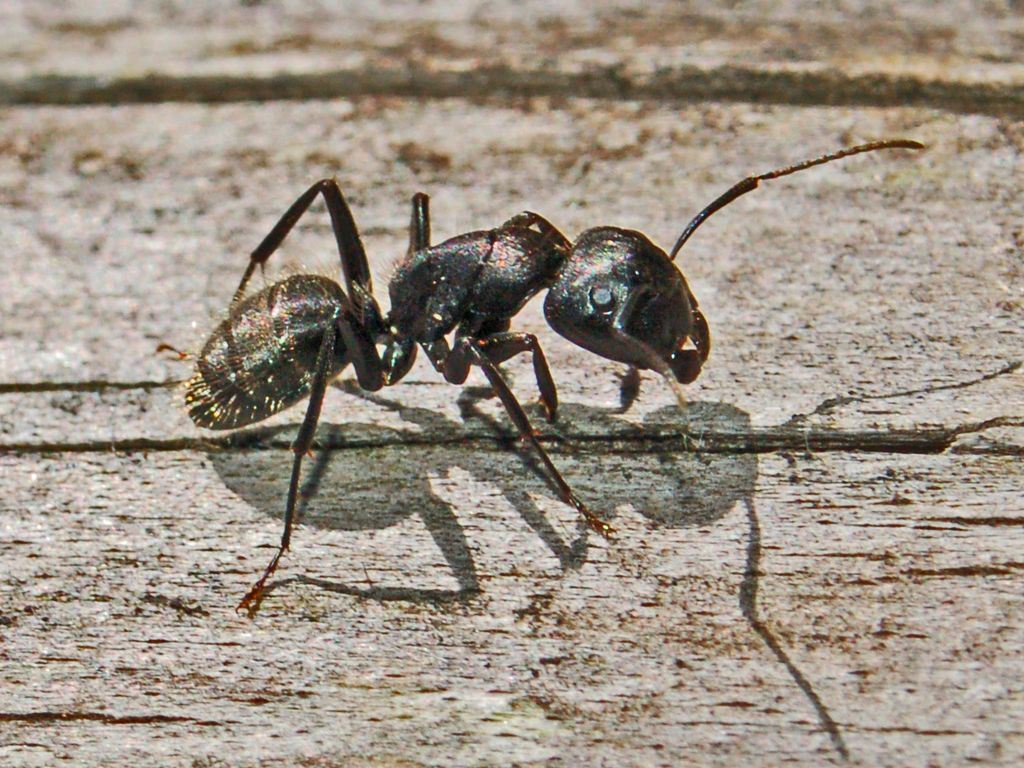
Camponotus vagus – Vedere laterală

Camponotus vagus este o specie relativ distinctivă, ușor de identificat datorită dimensiunilor sale mari, culorii negre uniforme și „firelor⁠(d)” lungi și dense de pe exoschelet. O insectă eusocială, indivizii prezintă o variație alometrică continuă a dimensiunii și morfologiei pentru a facilita repartizarea sarcinilor și împărțirea muncii. Lucrătoarele au o lungime de 6-12 mm. „Lucrătoarele majore” mai mari acționează ca paznici pentru apărarea coloniei și le protejează pe „lucrătoarele minore” mai mici atunci când acestea din urmă caută hrană în afara cuiburilor. Mandibulele puternice ale lucrătoarelor majore sunt capabile să decapiteze artropodele mai mici capturate ca hrană și să dezmembreze furnicile mai mici din alte specii.

## Dietă
C. vagus este cunoscut ca fiind atât carnivor, cât și afidicol (trăiește într-o relație mutualistă⁠(d) cu afidele și se hrănește cu nectarul pe care aceste insecte mai mici îl eliberează din terminațiile canalelor lor alimentare).

## Aria de răspândire
Această specie este răspândită în special în Europa Centrală, dar are o arie de răspândire generală din sudul Scandinaviei până în nord-vestul Africii și din Portugalia până în Altai, Mongolia. Dovezi ale acestei specii în nordul Europei sunt împrăștiate și izolate; spre sud este mai comună. În Norvegia, o zonă extremă a arealului său, este o specie rară și adesea neglijată. Există puține înregistrări ale C. vagus în Suedia și Finlanda, iar multe dintre acestea sunt învechite.

## Habitat
Coloniile se găsesc de obicei în habitate uscate, în special în păduri deschise și la marginea pădurilor. C. vagus își construiește cel mai adesea cuiburile în lemn mort, dar coloniile pot fi întemeiate și sub pietre. O colonie medie are între 1.000 și 4.000 de lucrătoare, dar coloniile mai mari conțin până la 10.000 de indivizi.

## Nume comune
C. vagus, la fel ca toate furnicile din genul Camponotus⁠(d), poate fi menționată prin denumirea comună în limba engleză „carpenter ant⁠(d)”, dar este cunoscută și sub alte denumiri în întreaga sa zonă de răspândire. În Țările de Jos, de exemplu, de exemplu, această specie este cunoscută în limba neerlandeză sub denumirea de zwarte reuzenmier, adică „furnica neagră uriașă”.

## Virusul paraliziei albinelor
În 2008, virusul paraliziei cronice a albinelor⁠(d) (CBPV) a fost raportat pentru prima dată la această specie și la o altă specie de furnici, Formica rufa. CPPV afectează albinele, furnicile și acarienii.

## Istorie taxonomică
vagus. Formica vaga Scopoli, 1763: 312 (w.) AUSTRIA. Latreille, 1802c: 96 (w.q.m.). Hauschteck, 1961: 221 (k.). Combinație în Camponot: Roger, 1863b: 1; în C. (Camponotus): Forel, 1914a: 266. [Scris greșit ca vagani Emery, 1891b: 20.] Subspecii de herculeanus: Emery, 1896d: 372; Emery, 1908a: 185; Bondroit, 1910: 488. Statutul reînviat ca specie: Ruzsky, 1905b: 241; Forel, 1915d: 68; Emery, 1916b: 225; Emery, 1920b: 255; Finzi, 1924a: 14; Karavaiev, 1927c: 275; Finzi, 1930d: 317; Santschi, 1931a: 11; Stitz, 1939: 246. Vezi si: Yasumatsu & Brown, 1951: 31; Arnol ' di & Dlussky, 1978: 551; Atanassov & Dlussky, 1992: 214. Sinonim Senior al pubesceni: Olivier, 1792: 492; Emery, 1891b: 20; Forel, 1892i: 306; de fuscoptera: Latreille, 1802c: 96; din Cucurbita Radcenko, 1997a: 558. Subspecie actuală: plus nominal ifranensis.

După cum tocmai s-a menționat, Camponotus vagus ifranensis (Cagniant, 1987) este recunoscut ca subspecie. Subspeciile identificate anterior Camponotus vagus kodoricus (Forel, 1913) și Camponotus vagus vagus (Scopoli, 1763) nu mai sunt recunoscute.